# Billie Jo Spears
Billie Jo Spears ( Billie Jean Spears, 14 de enero de 1937 en Beaumont, Texas - 14 de diciembre de 2011) fue una cantante de country estadounidense.
Alcancó el Top 10 de los Country music charts cinco veces entre 1969 y 77 y su mayor éxito fue "Blanket on the Ground" (1975) su único número uno. Es conocida por su voz bluesera.

## Carrera final y vida en sus últimos años
A mediados de los años 1980, su éxito en EE. UU. se termina, manteniéndose sin embargo en Reino Unido. Spears ha grabado un buen número de álbumes en el mercado inglés que ni siquiera han salido en Estados Unidos. Este nivel de fama fue sacado a la luz por la revista  Country Music People durante los años 90', en un artículo en la que se la describe como La Reina Madre de la música Country. Continúa sacando álbumes en EE. UU. durante la década de 1980, aunque graba poco ya desde la segunda mitad. Desde la operación para colocarle un bypass en 1993 vivió en Vidor Texas y siguió haciendo giras y conciertos hasta entonces. En 2005 sacó el álbum I'm So Lonesome I Could Cry ("Estoy tan sola que podría llorar"). Finalmente falleció en el año 2011, a los 74 años de edad, a causa de Cáncer.

## Discografía
- Discografía de Billie Jo Spears